# Halimus portulacoides
Halimus portulacoides är en amarantväxtart som beskrevs av Philipp Johann Ferdinand Schur. Halimus portulacoides ingår i släktet Halimus och familjen amarantväxter. Inga underarter finns listade i Catalogue of Life.